# Imotica
Imotica je naselje u Republici Hrvatskoj, u sastavu Općine Dubrovačko primorje, Dubrovačko-neretvanska županija.

## Stanovništvo
Prema popisu stanovništva iz 2011. godine, naselje je imalo 122 stanovnika
| broj stanovnika | 99    | 104   | 104   | 125   | 152   | 142   | 111   | 140   | 151   | 167   | 153   | 140   | 125   | 86    | 85    | 122   | 47    |
|                 | 1857. | 1869. | 1880. | 1890. | 1900. | 1910. | 1921. | 1931. | 1948. | 1953. | 1961. | 1971. | 1981. | 1991. | 2001. | 2011. | 2021. |

## Ime
Imotica je vjerojatno dobila ime za vrijeme doba Rimskih vojnika čija je utvrda bila u Imotici. Kako je Imotica smještena između brjegova tvrđa je bila na vrhu jednog brda tj. In monte. To su ljudi spojili u Imonte - Imote - Imotica. Tako je ime vjerojatno dobio i Imotski te Podimoć.

## Poznati Imotičani
- Andro Vlahušić - gradonačelnik Dubrovnika.
- Pero Mišković - direktor Vodovoda Dubrovnik
- Petar Mišković - izumitelj parne perilice rublja i parne kupelji
- John Mišković - izumitelj Intelligianta, prijavio je preko 300 patenata
- Mato Mišković - direktor HE Dubrovnik
- Nikola Tolja - dobitnik Nagrade Grada Dubrovnika[5]
- Đuro Mišković - začetnik Imotičanskog vodovoda i jedan od osnivača tvrtke Đuro Mišković i sinovi d.o.o.

## Tvrtke u Imotici
- ĐURO MIŠKOVIĆ I SINOVI - član uprave Ivan Mišković
- TEHNO GIPS - Branimir Butigan
- KAZERMA - Ivo Butigan
- ŠKOLJKARSTVO KAZERMA - Ivo Butigan
- UDRUGA IMOTICA - Zoran Stanković
- MIT, SUŠENJE I SOLJENJE MESA
- OGRANAK DUBROVAČKO PRIMORJE

## Povijest
Imotica je bila pod vlašću Rimljana, Istočnih Gota, Bizanta, Mlečana, Nemanjića, Branivojevića, Dukljana... Imotica je mjesto u podnožju brda Lukovac na kojemu je nekada bila smještena ilirska gradina koja se nazivala - Luk.

## Glavari sela u vrijeme Kraljevine SHS
Glavari su u to vrijeme bili neka vrsta vladina povjerenika.
1. Andro Vicelić(1921. – 1926.)
2. Niko Vodopić(1927. – 1937.)
3. Ivo Mišković(1938. – 1944.)